# Elaeocarpus gjellerupii
Elaeocarpus gjellerupii är en tvåhjärtbladig växtart som beskrevs av August Adriaan Pulle. Elaeocarpus gjellerupii ingår i släktet Elaeocarpus och familjen Elaeocarpaceae. Inga underarter finns listade i Catalogue of Life.